# Kratombaum
Der Kratombaum (Mitragyna speciosa; Thai: กระท่อม Kratom), auch Roter Sentolbaum, ist eine Pflanzenart aus der Gattung Mitragyna in der Familie der Rötegewächse (Rubiaceae). Sie stammt aus Malesien.
Die geernteten Laubblätter werden frisch oder getrocknet sowohl als Rauschmittel als auch in der Pharmazie als Arzneidroge verwendet; die Blätter werden Kratom, Biak, Gra-tom, Biak-Biak, Katawn, Krton, Mabog oder Mambog genannt. Hauptalkaloide der Laubblätter sind die psychoaktiven Substanzen Mitragynin und 7-Hydroxymitragynin, die nur in dieser Art nachgewiesen wurden.

## Beschreibung

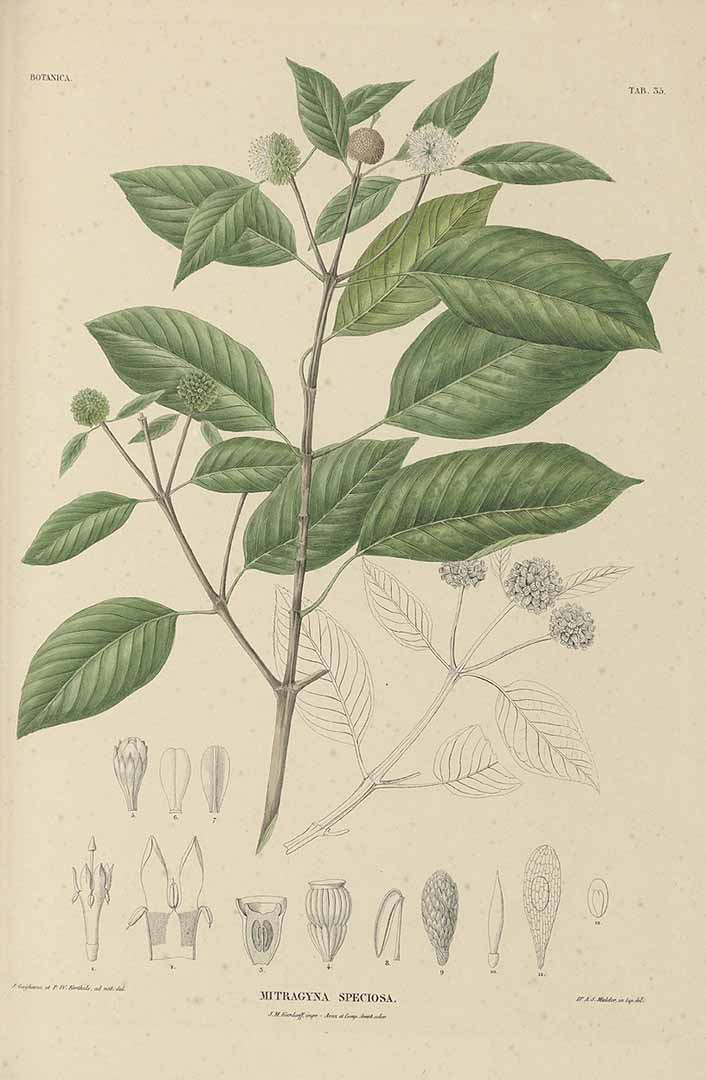
Illustration

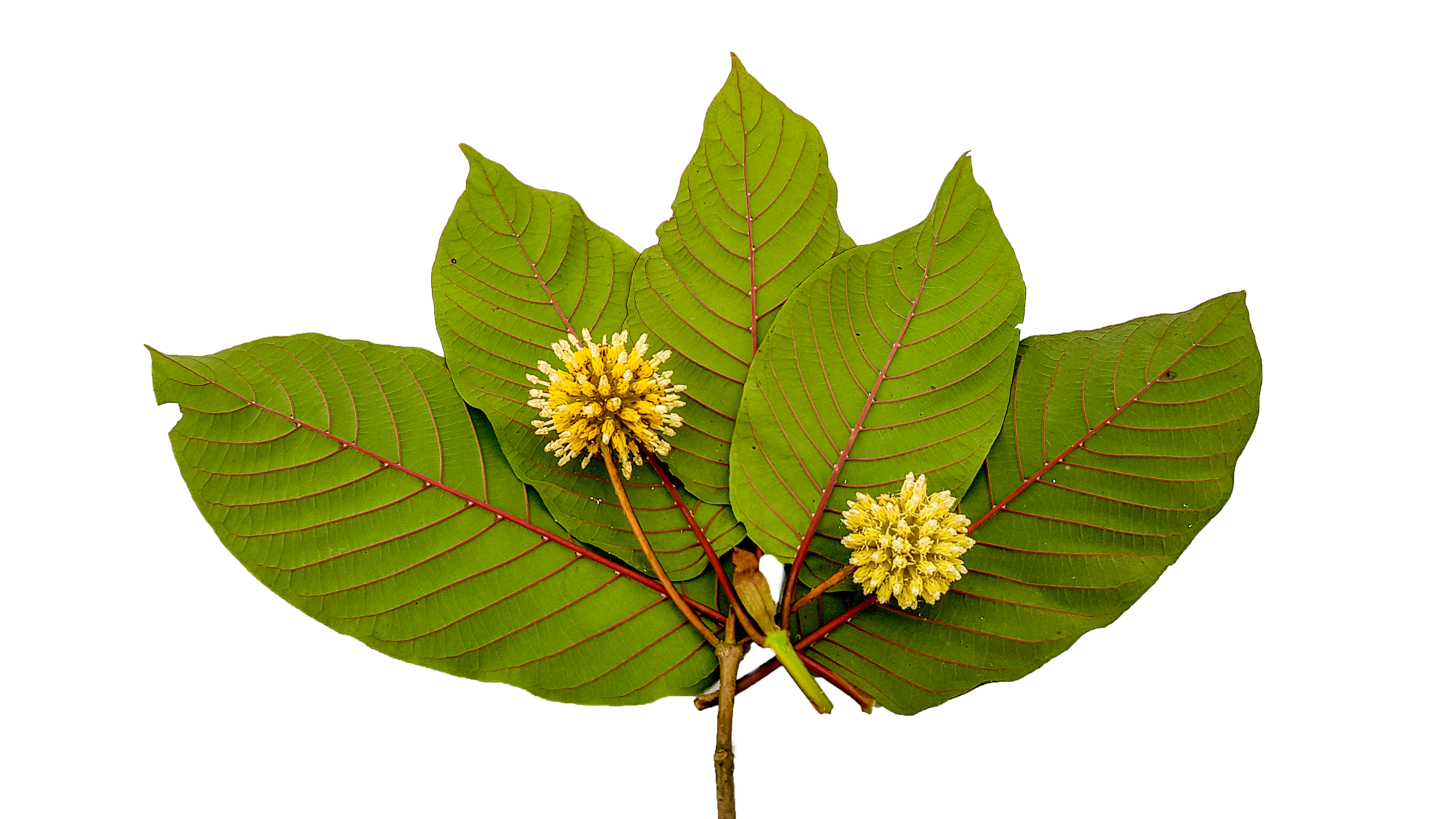
Laubblätter und Blütenstände

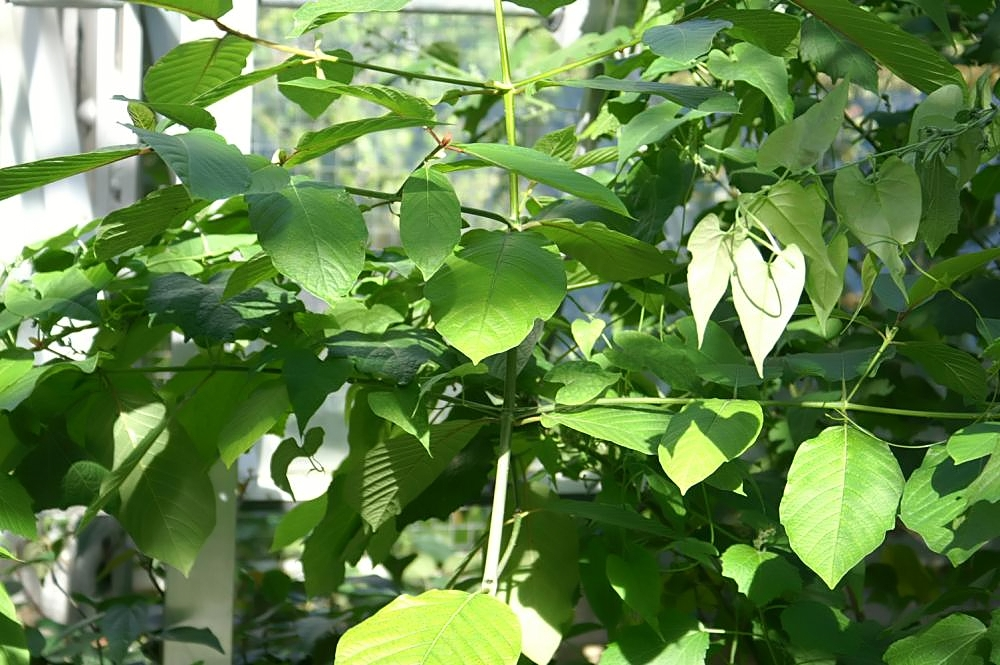
Junges Exemplar im Gewächshaus

### Vegetative Merkmale
Der Kratombaum wächst als halbimmergrüner Baum und erreicht Wuchshöhen von 10 bis 25 Metern. Die Borke ist grau-braun und im Alter dick sowie leicht furchig.
Die gegenständig angeordneten, leicht ledrigen bis papierigen Laubblätter sind in Blattstiel und -spreite gegliedert. Die Blattstiele weisen eine Länge von 2 bis 5 Zentimetern auf. Die grüne, einfache, spitze bis bespitzte und ganzrandige, fast kahle Blattspreite ist bei einer Länge von 8,5 bis 14 Zentimetern und einer Breite von 5 bis 10 Zentimetern eiförmig bis elliptisch oder verkehrt-eiförmig. Die Blattbasis ist gestutzt bis spitz oder leicht herzförmig. Die Nervatur ist gefiedert mit bogigen Seitenadern und ist oberseits eingeprägt und unterseits erhaben. Es sind größere Nebenblätter vorhanden.

### Generative Merkmale
Endständig auf Blütenstandsschäften befinden sich die bei einem Durchmesser von 1 bis 1,3 Zentimetern relativ kleinen, kugeligen Blütenstände. Über den relativ kleinen Deckblättern befinden sich die sitzenden Blüten.
Die bis etwa 6 Millimeter langen, trichterförmigen, zwittrigen, vier- oder fünfzähligen Blüten mit doppelter Blütenhülle sind anfänglich cremefarben, gelblich-weiß bis später gelb bis orange. Der kleine, becherförmige Kelch ist gestutzt mit minimalen Lappen. Die Krone ist trichterförmig verwachsen mit einer innen haarigen, bis etwa 5 Millimeter langen Kronröhre und freien, länglichen, kleineren und spitzen, bis 3 Millimeter langen Kronlappen. Die sehr kurzen Staubblätter sind am oberen Rand der Kronröhre angeheftet. Der unterständige Fruchtknoten ist zweikammerig. Der lange und vorstehende Griffel endet in einer kegelförmigen Narbe. Es ist ein Diskus vorhanden.
Die rundlichen und braunen, holzigen, höckrigen Fruchtverbände sind 2 bis 3 Zentimeter groß und enthalten viele relativ kleine Kapselfrüchte. Die 7 bis 9 Millimeter lange, kahle und rippige Kapselfrucht öffnet sich septizid und besitzt am oberen Ende oft Kelch- und Diskusreste. Sie enthält viele, relativ kleine Samen. Die schmalen, spindelförmigen Samen sind an beiden Enden kurz geflügelt.

## Vorkommen
Den Kratombaum findet man in Thailand sowie von der nördlichen Malaiischen Halbinsel bis Borneo und Neuguinea. Er wächst in Tieflandwäldern und in morastigen Gebieten.

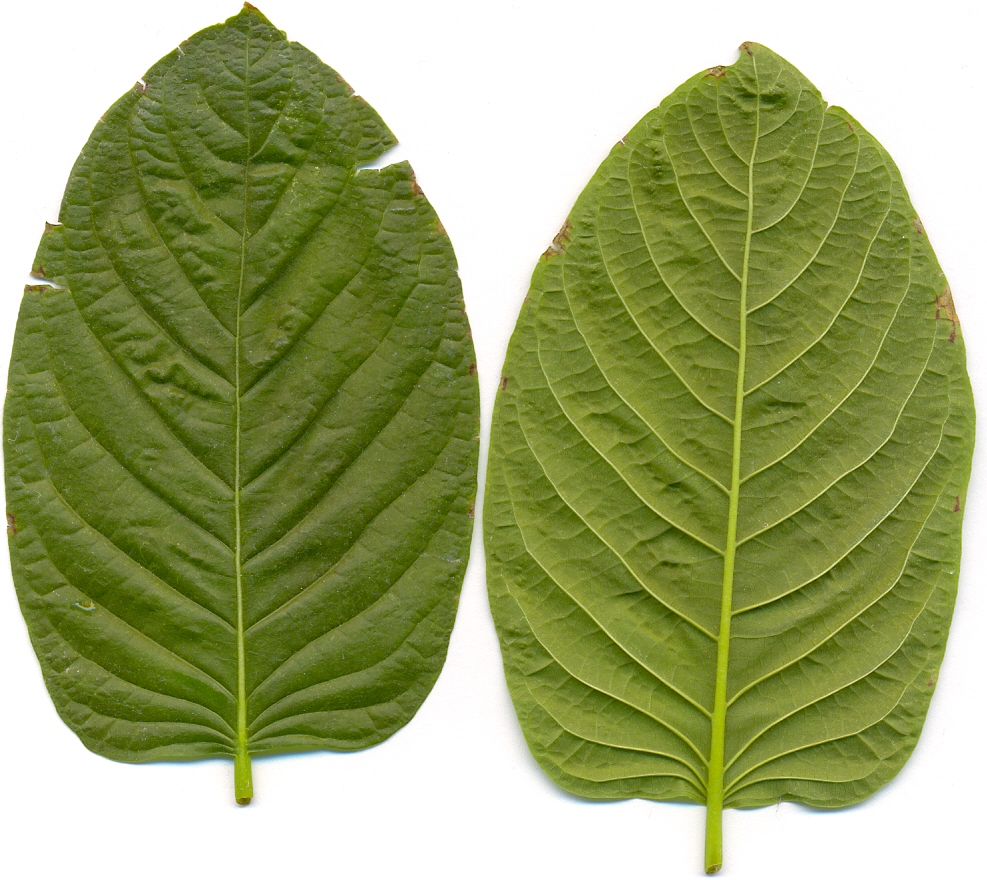
Vorder- und Rückseite von Kratomblättern

## Inhaltsstoffe und Wirkung
Mitragynin stellt mit bis zu 66 % der Gesamtalkaloide den Hauptbestandteil in den reifen Blättern dar. Das Indolalkaloid interagiert hauptsächlich mit den μ- und δ-Opioidrezeptoren, zeigt dabei jedoch wenig Rezeptor-Affinität.
Der Wirkstoff 7-Hydroxymitragynin, der ungefähr 2 % im Alkaloidauszug ausmacht, wirkt als Agonist am µ-Opioidrezeptor und hat eine starke analgetische Wirkung. Die Reduzierung der Wahrnehmung von Schmerzen wurde im Tierversuch bestätigt mit dem Ergebnis, dass die antinozizeptive Wirkung des Alkaloids 7-Hydroxymitragynin um das Dreizehnfache stärker war als Morphin. Das reine Alkaloid Mitragynin führt zur Steigerung der Erregbarkeit des cranio-sacralen (Schädel-Kreuzbein) und des sympathischen Teils des autonomen Nervensystems, ferner zur Steigerung der Erregbarkeit der Medulla oblongata und der motorischen Zentren des ZNS. Zudem wurde im Versuch mit Ratten bestätigt, dass Kratom bei Durchfall einen positiven Effekt auf den Magen-Darm-Trakt hat.
Bei chronischem Gebrauch von Kratom können Appetitlosigkeit, Gewichtsverlust und Hyperpigmentation auftreten, zudem kann sich in manchen Fällen eine psychische und körperliche Abhängigkeit analog zu Opioiden entwickeln. Typische körperliche Entzugssyndrome sind Muskelkrämpfe, Schmerzen, Schlafschwierigkeiten, wässrige Augen und Nase, Hitzeanfälle, Fieber, verminderter Appetit und Durchfall. Typische psychische Entzugssyndrome sind Unruhe, Anspannung, Wut, Trauer und Nervosität. Es ist mindestens ein Fall bekannt, bei dem nach mehrwöchiger Kratomeinnahme eine intrahepatische Cholestase auftrat. Es wird auch über weitere Nebenwirkungen wie Übelkeit, Erbrechen und Zittern berichtet. Zudem häufen sich Berichte von Konsumenten über das Auftreten von Hörstörungen – insbesondere Tinnitus – in unmittelbarem zeitlichen Zusammenhang mit dem Kratomkonsum, was auf eine mögliche ototoxische Wirkung hindeutet. Wissenschaftliche Untersuchungen hierzu existieren bislang jedoch nicht. In Deutschland ist bisher ein Todesfall im Rahmen einer Monointoxikation dokumentiert, in den USA wurde für den Zeitraum Juli bis Dezember 2017 von mehr als 90 Todesfällen berichtet.
Es gibt mehrere Verarbeitungsweisen für die Blätter des Kratombaums, die verschieden gereifte Blätter und Fermentation verwenden. Diese sind gängigerweise als „weiß“, „rot“ und „grün“, seltener auch „gelb“ bekannt. Diese resultieren in unterschiedlicher Zusammensetzung der enthaltenen Alkaloide. Der Gehalt an Mitragynin ist abhängig vom Anbauort und der Saison. Während weißes Kratom eher aktivierend wirken soll, so wird rotem Kratom eine eher sedierende Wirkung nachgesagt. Grundsätzlich kann gesagt werden, dass geringe Dosen eher aktivierend und euphorisierend und höhere Dosen sedierend wirken. Da es erwartungsgemäß in der Natur aber viele unterschiedliche Varietäten gibt und der Gehalt der Alkaloide auch von diversen Standortfaktoren und klimatischen Einflüssen abhängt, ist dies nur als eine grobe Einteilung anzusehen. Diesbezügliche Studien existieren noch nicht.

### Konsum
Bereits die Urbevölkerung des malaiischen Raumes nutzten Kratom als Heil- und Genussmittel. Der Name Kratom leitet sich vermutlich aus dem Begriff Kadamb ab, der auf dem indischen Subkontinent als Bezeichnung für die ebenfalls als heilige geltende Nutzpflanze Mitragyna parvifolia dient. Insbesondere die malaiischen und muslimischen Minderheiten in den thailändischen Provinzen Narathiwat, Yala und Pattani nutzen Kratom als traditionelles Genussmittel.
Traditionell werden die frischen Kratomblätter in Teehäusern und Cafés gekaut. Der Konsum ist in der Regel in ein soziales Setting eingebunden, das einem Kaffeekränzchen nicht unähnlich ist.
Auch die Zubereitung als Aufguss ist überliefert. Traditionell wird das teeähnliche Getränk mit frischen Blättern zubereitet, die Verwendung von Fruchtsäften oder Süßungsmitteln variiert regional und scheint hauptsächlich kulinarische Gründe zu haben. Erst ab dem 20. Jahrhundert wurde die Verwendung von getrocknetem Pflanzenmaterial üblich. Die Wirkung des bitteren Getränkes wird in der Literatur als anregend beschrieben.
Die Verwendung eines rauchbaren Extraktes wird in der historischen Literatur beschrieben, scheint jedoch heutzutage nicht mehr üblich zu sein. Die Wirkung von gerauchtem Pflanzenmaterial ist umstritten, vermutlich ist damit allenfalls eine eher subtile Wirkung zu erzielen.

## Rechtsstatus

### Deutschland
Kratom ist in Deutschland nicht im Betäubungsmittelgesetz aufgeführt, lange Zeit war hingegen umstritten, ob es unter das Arzneimittelgesetz fällt. Nach einem Urteil des Oberlandesgerichts Köln vom 11. September 2015 handelt es sich bei Kratom jedoch nicht um ein Arzneimittel, daher sind Handel, Besitz und Konsum nach derzeitiger Rechtslage erlaubt.

### Österreich
In Österreich unterliegt Kratom nicht dem Suchtmittelgesetz.

### Schweiz
In der Schweiz unterliegen die Wirkstoffe Mitragynin und 7-Hydroxymitragynin seit Oktober 2017 dem Verzeichnis a (kontrollierte Substanzen, die allen Kontrollmassnahmen unterstellt sind) des Betäubungsmittelgesetzes, womit Kratom illegal ist.

### Weitere EU-Staaten
In Dänemark, Lettland, Litauen, Polen, Rumänien, Italien und Schweden zählt Kratom zu den gesetzlich kontrollierten Substanzen. In Frankreich ist es seit 2020 verboten, Kratom zu kaufen oder zu besitzen. In Tschechien gab es Pläne, Kratom zu verbieten. Man nahm jedoch davon wieder Abstand. Stattdessen wurde im August 2023 ein Gesetz erlassen, welches den Verkauf von Kratom an Minderjährige und den Betrieb von Kratom-Verkaufsautomaten untersagt. Ab 2025 soll Kratom als „psychomodulierende Substanz“, eine neue Kategorie legaler Drogen, wieder zugelassen werden. Durch die Einstufung als psychomodulierende Substanz ist der Verkauf an Minderjährige verboten, der jedoch zuvor auch schon verboten war. Nach Berichten von Januar 2025 verzögert sich die Umsetzung des Gesetzes jedoch wohl bis zum Sommer 2025.

### Thailand
Seit Ende August 2021 ist Kratom in Thailand wieder legal. 1.038 Gefangene, die wegen des Handels oder des Konsums von Kratom inhaftiert waren, wurden freigelassen. Noch nicht abgeschlossene Verfahren gegen weitere 10.000 Personen wurden eingestellt. Zuvor hatte im Februar 2021 ein Gesetz, das Kratom wieder legalisiert, den thailändischen Senat passiert. Privathaushalte dürfen für den Eigenbedarf bis zu drei Kratom-Bäume anbauen. Sie brauchen dazu aber die Genehmigung des Ortsvorstands. Gewerbliche Kratom-Bauern brauchen eine behördliche Genehmigung.
Die Diskussion über die Legalisierung hatte auf Initiative des Gesundheitsministers und weiterer Ministerien bereits 2013 begonnen. Nach politischen Protesten im Dezember 2013 geriet dieses Thema aber zunächst wieder in den Hintergrund. Das thailändische Gesundheitsministerium sah damals vielfältigen Nutzen durch Kratom, so z. B. beim Drogenentzug von Yaba (Methamphetamin) oder auch Heroin; des Weiteren wurden beim medizinischen Einsatz Kostenersparnisse im Vergleich zu teuren synthetischen starken Opioiden errechnet, die meist importiert werden müssen. Außerdem stufte man das Suchtpotenzial als nicht gegeben bis sehr gering ein.
Der Anbau des Kratombaums war in Thailand zuvor 1943 verboten worden; vorhandene Pflanzen mussten gefällt werden. Das Verbot gründete auf dem Umgehen der Opiumsteuern, die zu dem Zeitpunkt erhöht wurden. Aufgrund steigender Kosten wechselten viele Opiumkonsumenten auf Kratom. Der Eintritt Thailands in den Pazifikkrieg 1942 erforderte höhere Steuereinkommen, und deshalb wurde Kratom verboten, um den Wettbewerb im Opioidgeschäft zu unterdrücken.

### Malaysia, Myanmar und Australien
Besitz und Konsum von Kratom ist in Malaysia und Myanmar verboten. In Australien ist Kratom in Schedule 9 (Prohibited Substance) klassifiziert.

### Vereinigte Staaten von Amerika
Mit Stand von Mai 2016 war Kratom in Alabama, Arkansas,  Indiana, Tennessee, Vermont und Wisconsin sowie in der US-Armee illegal.